# Shawn Johnson Edwards
Shawn Johnson (San José, 28 de febrero del 2003) es un futbolista costarricense que juega como lateral derecho en el Club Sport Herediano de la Primera División de Costa Rica.

## Trayectoria

### Inicios
Shawn Johnson Edwards hizo todo su proceso de categorías menores con el Club Sport Herediano,   en 2020 logró llegar al primer equipo pero no llegó a debutar en primera división. Donde si logró debutar en la máxima categoría fue con el equipo de la Asociación Deportiva Guanacasteca en 2021,  Johnson estuvo durante 2 años y medio en el equipo nicoyano en condición de préstamo, hasta que en 2024 regresó al equipo del herediano. Con ellos Shawn Johnson, logró conquistar tres títulos, incluyendo el bicampeonato en 2024 y 2025. 

## Clubes
| Club                                         | País       | Año         |
| -------------------------------------------- | ---------- | ----------- |
| Asociación Deportiva Guanacasteca (préstamo) | Costa Rica | 2021-2023   |
| Club Sport Herediano                         | Costa Rica | 2024 - Act. |

## Palmarés

### Títulos nacionales
| Título                         | Club            | País       | Año  |
| ------------------------------ | --------------- | ---------- | ---- |
| Supercopa de Costa Rica        | C. S. Herediano | Costa Rica | 2024 |
| Primera División de Costa Rica | C. S. Herediano | Costa Rica | 2024 |
| Primera División de Costa Rica | C. S. Herediano | Costa Rica | 2025 |